# Beta vulgaris subsp. esculenta
Beta vulgaris subsp. esculenta is een ondersoort van de biet (Beta vulgaris). Het is een plant met een al of niet vlezige wortel.

## Cultivars
- Albina vereduna (Beta vulgaris subsp. esculenta 'Albina vereduna'), een witte biet
- Gouden Burpee (Beta vulgaris subsp. esculenta 'Burpee's golden'), een gele biet
- Crapaudine (Beta vulgaris subsp. esculenta  'Crapaudine'), een rode biet